# Anno 2070
Anno 2070 är ett realtidsstrategispel av stadsbyggartyp från Related Designs och Ubisoft Blue Byte. Spelet utspelar sig år 2070 då den globala uppvärmningen har höjt havsnivån och orsakat klimatförändringar vilket i sin tur har gjort kuststäderna och stora landytor obeboeliga. Man får istället söka sig till före detta bergstoppar och högplatåer som numera är öar. 

## Fraktioner
I Anno 2070 finns det tre olika fraktioner. I början av en spelomgång kan spelaren endast välja mellan två fraktioner, Tycoon och Eco. Den tredje fraktionen, Tech, blir först tillgänglig under spelets gång i formen av en möjlig expansion av spelarens tillgängliga utbud av byggnader, resurser och möjligheter. Om en omgång pågår länge nog kan spelarna även få tillgång till byggnader och resurser från den fraktion de valde bort i början av omgången.
- Tycoon - Ledare: Skylar Banes, VD. Denna fraktion är representant för Global Trust, världens ledande energileverantör. Tycoons utnyttjar resurser snabbt för omedelbar användning, vilket leder till arbetare som är rikare och kan betala mer skatt. Ekonomin för en Tycoon-spelare accelererar tidigt i spelet och avtar successivt mot slutet, eftersom deras icke förnyelsebara resurser tar slut (Techs teknik kan dock minska detta avbräck). I sin tur minskar Tycoons ekobalansen och påverkar miljön negativt. Tycoons förlitar sig på kol och kärnkraftverk för ström, och deras medborgare tycker om hamburgare, vin och att umgås på kasinot. Tycoons medborgare oroar sig inte för en negativ ekobalans lika mycket som Ecos medborgare, men de kan inte dra nytta av en positiv ekobalans. För att öka ekobalansen kan Tycoons konstruera exempelvis koldioxidreservoarer och avfallskompaktorer.

- Eco - Leader: Seamus Green, grundare och andlig ledare. Denna fraktion är representant för Eden Initiative, världens mest inflytelserika miljöorganisation. Ecos förlitar sig på grön teknik för att skapa sina städer, som bevarar naturen och hjälper ekobalansen. Deras städer är ineffektiva och tar tid på sig att blomstra, men Ecos ekonomi kommer att vara stabil och pålitlig fram till spelets slut. Ecos förlitar sig på vind- och solkraft, och deras medborgare tycker om att dricka te, äta hälsosam mat och lyssna på orkestral musik. Ecos påverkas av negativ ekobalans mer än Tycoons, men de kan också dra nytta av en positiv ekobalans. För att öka ekobalansen använder Ecos ozongeneratorer och väderförändrande stationer, med mera.

- Tech - Ledare: F.A.T.H.E.R., super-intelligent AI. Denna fraktion är representant för S.A.A.T. (Scientific Academy for Advanced Technologies), och är de överlägsna uppfinnarna av teknik och mästare av undervattensvärlden. De designade the Ark (spelarens bas) och E.V.E. (spelarens rådgivare), och utarbetar även planer för flygplan, ubåtar och missiler. Tech är den enda fraktion som kan leva och arbeta under vattnet på platåer. Odla alger och skörda diamanter är några saker som de kan göra under vattnet. Tech kan forska fram vattenkraftverk och utnyttja marina undervattensströmmar för energi. Deras medborgare är forskare och vill studera i forskningsanläggningar såsom laboratorium och akademier. För att avancera till en högre nivå, behöver deras medborgare bearbetade alger som funktionell mat och energidrycker gjorda av kaffe och socker. Tech har även möjligheten att upptäcka nya källor till förut tömda resurser vilket kan gagna de båda föregående fraktionerna, i synnerhet de högeffektiva Tycoons.